# Cabañas (parroquia)
Cabañas (llamada oficialmente Santo André de Cabanas) es una parroquia, una villa y una aldea española del municipio de Cabañas, en la provincia de La Coruña, Galicia. 

## Otras denominaciones
La parroquia también es conocida por el nombre de San Andrés de Cabanas.

## Entidades de población
Entidades de población que forman parte de la parroquia:
- Cabanas, formado por la unión de las aldeas de:
  - Cabanas
  - Fontao
  - Lousido
- O Campo do Oito
- A Pena de Cabanas

También aparecen en el noménclator, aunque no en el INE:
- O Areal
- O Penso

## Demografía

### Parroquia
| Gráfica de evolución demográfica de Cabañas (parroquia) entre 2000 y 2018 |
|                                                                           |
| Datos según el nomenclátor publicado por el INE.                          |

### Villa
| Gráfica de evolución demográfica de Cabanas (villa) entre 2000 y 2018 |
|                                                                       |
| Datos según el nomenclátor publicado por el INE.                      |

### Aldea
| Gráfica de evolución demográfica de Cabanas (aldea) entre 2000 y 2018 |
|                                                                       |
| Datos según el nomenclátor publicado por el INE.                      |